# Michael McDonald (musiker)
Michael McDonald, född 12 februari 1952 i St. Louis, Missouri, är en amerikansk sångare och låtskrivare, gift med sångerskan Amy Holland-McDonald. Michael McDonald hade en rad egna band i St Louis innan han i början av 1970-talet flyttade till Los Angeles. Han bodde då inledningsvis i ett garage tillsammans med den senare Toto-trummisen Jeff Porcaro. 
I samband med en stor USA-turné erbjöds han av Donald Fagen att spela med Steely Dan och medverkade sedan på flera av bandets skivor. 1976 blev Michael McDonald medlem i The Doobie Brothers där han spelade keyboard, sjöng och skrev låtar. Första egna låten med Doobies var "Takin' It to the Streets" på LP:n med samma namn. McDonald inledde sin solokarriär 1982 och har sedan dess givit ut drygt tiotalet album och hans distinkta soulröst har gjort att han medverkat på en rad andra artisters album som bakgrundssångare. Michael har fått flera grammisar, bland annat för "Yah Mo B There" med James Ingram.

## Diskografi (urval)
Soloalbum
- If That's What It Takes (1982)
- No Lookin' Back (1985)
- Take It to Heart (1990)
- Blink of an Eye (1993)
- Blue Obsession (2000)
- Motown (2003)
- Motown Two (2004)
- Soul Speak (2008)
- Wide Open (2017)